# Polska służba geograficzna w wojnie polsko-bolszewickiej

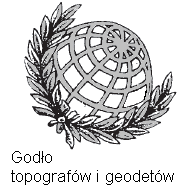

Polska służba geograficzna w wojnie polsko-bolszewickiej – organizacja i działania służby geograficznej w okresie wojny polsko-bolszewickiej.
Służba geograficzna zapewniała wojskom mapy i szkice. Ponadto prowadziła aktualizację map wydanych przez armie byłych państw rozbiorowych, głównie niemieckich i austro-węgierskich. Od 8 stycznia 1919 funkcjonowała strukturach Ministerstwa Spraw Wojskowych pod nazwą Instytut Wojskowo-Geograficzny. Komórki kartograficzne znajdowały się ponadto w sztabach niektórych związków operacyjnych. W lutym IWG został usamodzielniony i włączony w skład Sztabu Generalnego.

## Organa naczelne służby

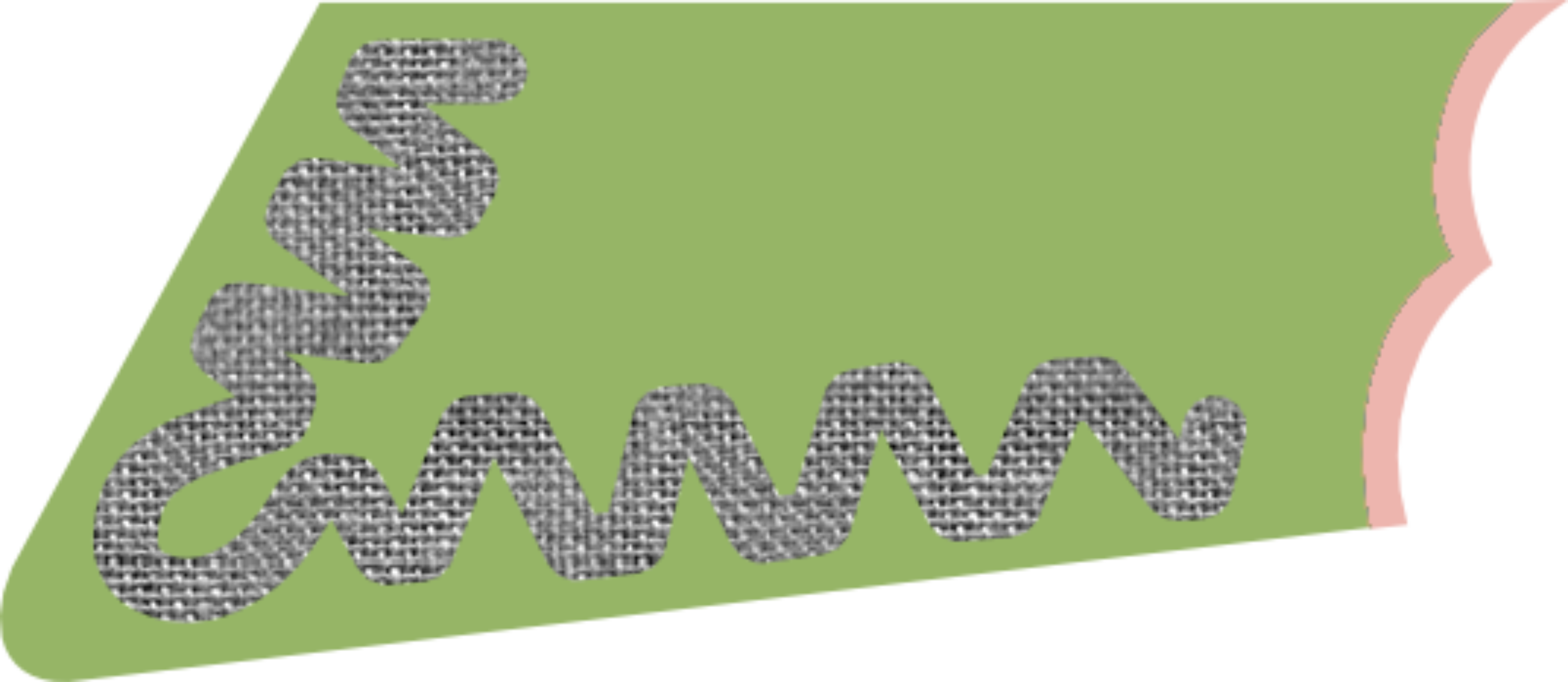
„Łapka” topografów i geodetów

Już w 1918 w odradzającym się Wojsku Polskim funkcjonowały dwie instytucje przyszłej służby geograficznej. Były to: Sekcja Geograficzna Departamentu Technicznego, a w Sztabie Generalnym WP Wydział IV Geograficzny (później Wydział VII Geograficzny). 8 stycznia 1919 obie struktury zostały połączone w Instytut Wojskowo-Geograficzny. Na czele nowo powstałego Instytutu stanął gen. Wojciech Falewicz.
W końcu 1919 Instytut posiadał następującą strukturę: oddział sztabowy, wydziały geograficzny i topograficzny, zakład reprodukcyjny, magazyn instrumentów i materiałów, Szkołę Topograficzną i Wojskową Szkołę Kreślarzy. W lutym 1920 nastąpiła reorganizacja centralnych władz wojskowych. Instytut Wojskowo-Geograficzny wyszedł z podporządkowania Ministerstwu Spraw Wojskowych i stał się komórką Sztabu Generalnego Naczelnego Dowództwa Wojska Polskiego. Nastąpiła też zmiana na stanowisku szefa Instytutu. Od tej pory kierował nim płk Bolesław Jaźwiński.
Głównym zadaniem służby geograficznej było wyposażanie wojsk w mapy. Realizowano to przez reprodukcje i uaktualnianie map wydanych przez byłe państwa rozbiorowe. W miarę rozwoju służby, rozpoczęto prowadzenie pomiarów geodezyjnych na potrzeby wojsk operacyjnych. Prowadzono też studia geograficzno-operacyjne poszczególnych teatrów działań wojennych.
| Instytut Wojskowo-Geograficzny w 1919 | Instytut Wojskowo-Geograficzny w 1919 | Instytut Wojskowo-Geograficzny w 1919 |
| Wydziały/ oddziały                    | Szkoły                                | Inne                                  |
| ------------------------------------- | ------------------------------------- | ------------------------------------- |
| Wydział Geograficzny                  | Szkoła Topograficzna                  | Zakład Reprodukcyjny                  |
| Wydział Topograficzny                 | Wojskowa Szkoła Kreślarzy             | Magazyn Instrumentów i Materiałów     |
| Oddział sztabowy                      |                                       |                                       |

Po zawarciu rozejmu z sowiecką Rosją przystąpiono do demobilizacji armii. Także służba geograficzna przechodziła na etaty pokojowe, a Instytut Wojskowo-Geograficzny został przekształcony na Wojskowy Instytut Geograficzny.

## Służba geograficzna na froncie
Służba geograficzna funkcjonowała także w innych strukturach organizacyjnych Wojska Polskiego. W sztabie Armii Wielkopolskiej działał, liczący ponad 30 osób, Oddział Kartograficzny, a w sztabie Dowództwa Obrony Lwowa znajdowało się liczne kadrowo Biuro Kartograficzne. Komórki kartograficzne znajdowały się ponadto w sztabach niektórych związków operacyjnych. Szczególnie wyróżniała się komórka umiejscowiona w sztabie Frontu Południowego, a następnie w dowództwie 6 Armii.
Żołnierze geografowie na mundurach nosili „łapkę” barwy kurtki, wypustka pąsowa.